# Magnoncourt
Magnoncourt település Franciaországban, Haute-Saône megyében. Lakosainak száma 400 fő (2022. január 1.). Magnoncourt Fleurey-lès-Saint-Loup, Aillevillers-et-Lyaumont, Corbenay és Saint-Loup-sur-Semouse községekkel határos.

## Népesség
A település népességének változása:
| Lakosok száma | 432  | 430  | 437  | 418  | 412  | 408  | 408  | 410  | 400  |
|               | 2013 | 2015 | 2016 | 2017 | 2018 | 2019 | 2020 | 2021 | 2022 |